# Travis Blackley
Travis Jarrod Blackley, avstralski bejzbolski igralec, * 4. november 1982, Melbourne, Avstralija, ZDA.
Blackley je ameriški poklicni metalec in trenutno član mehiške ekipe Pericos de Puebla.

## Poklicna kariera

### Seattle Mariners
Blackley je, po tem, ko na naboru ni bil izbran, 29. oktobra 2000 kot prosti igralec sklenil pogodbo z ekipo Seattle Mariners. Svojo poklicno kariero je leta 2001 začel na stopnji Single-A z ekipo Everett AquaSox. V 14 začetih tekmah je zbral 6 zmag, 1 poraz in dovoljeval 3,32 teka. V 78,2 menjave je zbral 90 izločitev z udarci in nasprotnike zadržal pri odbijalskem povprečju 0,211. 
V letu 2002 je na stopnji Single-A igral za ekipo San Bernardino Stampede . V 21 tekmah je zbral 5 zmag, 9 porazov in dovoljeval po 3,49 teka. V 121, 1 menjave je imel 152 izločitev z udarci in s tem izkupičkom bil drugi v nižjih podružnicah ekipe iz Seattla.
Naslednje leto je preživel na stopnji Double-A v San Antoniu in sezono zaključil kot najboljšo v svoji karieri v nižjih podružnicah. Svojo ligo je vodil s sedemnajstimi zmagami, bil drugi v dovoljenih tekih (2,61), četrti v izločitvah z udarci (144) in prav tako četrti v menjavah s 162,1. Njegov izkupiček zmag je bil največji v ligi Texas League po letu 1978. 
Nastopil je na Tekmi vseh zvezd končnice v ligi in 15. julija igral na Tekmi nadobudnežev leta 2003. Klub ga je prav tako imenoval za Metalca leta nižjih podružnic. 
Leta 2004 ga je Baseball America ocenila kot 63. na njenemu seznamu Sto obetavnih. Na seznamu je bil 3. med Seattlečani - pred njim sta bila le Félix Hernández in Clint Nageotte, kar je pomenilo, da je bil med levičarji ekipe najbolj obetaven prav Blackley. 
Sezono je začel na stopnji Triple-A v Tacomi. Ekipa iz Seattla je 1. julija po tem, ko je Freddy Garcia bil udeležen v menjavi, v kateri je pristal pri ekipi Chicago White Sox, potrebovala še enega začetnega metalca, priložnost pa je dobil Blackley. Še istega dne je prvič nastopil v ligi MLB. Na tekmi proti ekipi Texas Rangers je v 5,2 menjave dovolil 4 teke in šest udarcev v polje ter na tekmi zmagal. S tem je postal šele šesti igralec v zgodovini kluba iz Seattla, ki je zmagal na svoji prvi začeti tekmi . 
Po mesecu z ekipo v ligi MLB, v kateri je na 6 tekmah dovoljeval po 10,04 teka, je bil 1. avgusta ponovno poslan v Tacomo. Metal je še na 19 tekmah in dovoljeval po 3,83 teka, nato pa je bil prisiljen počivati zaradi bolečin v levi roki. 
Leto 2005 je Blackley v celoti izpustil, saj je okreval po operaciji leve rame.  
Marca leta 2006 je bil zapisan na seznamu igralcev avstralske reprezentance na Svetovni bejzbolski klasiki tega leta, a se ekipi zaradi bolečin v rami še vedno ni mogel pridružiti. Večino sezone 2006 je Blackley preživel na stopnji Double-A v San Antoniu. V 25 tekmah je dovoljeval po 4,06 teka, nato pa ob koncu avgusta bil povišan v Tacomo. Tam je zbral zmago in poraz ter dovoljeval po 4,09 teka.

### San Francisco Giants
1. aprila 2007 je bil po koncu spomladanskega uigravanja poslan k ekipi San Francisco Giants, v zameno pa je v klub iz Seattla odšel Jason Ellison. Blackley je bil nemudoma odposlan na stopnjo Triple-A v Fresno. Tam je preživel celotno sezono in zbral 10 zmag, 8 porazov in na skupno 28 tekmah dovoljeval po 4,66 teka. 21. septembra je bil vpoklican v ligo MLB, kjer je čez dva dni tudi nastopil, kar se je zgodilo prvič po 31. juliju 2004. V svojem prvem nastopu je tudi zmagal, v petih menjavah je dovolil le dva teka, tri udarce v polje ter štiri proste prehode na bazo.

### Philadelphia Phillies
Po tem, ko se ga je San Francisco odrekel, ga je na naboru Rule 5 izbrala ekipa Philadelphia Phillies .
Ob koncu spomladanskega uigravanja leta 2008 je bil Blackley ponovno odpuščen. Ker ga San Francisco ni terjal, ga je ekipa iz Philadelphie poslala v njihovo podružnico na stopnji Triple-A v Lehigh Valley. Po koncu sezone je postal prosti igralec.

### Arizona Diamondbacks
19. decembra 2008 je na stopnji MLB sklenil pogodbo s klubom iz Arizone. 1. aprila 2009 je bil poslan v Reno na stopnjo Triple-A. 

### New York Mets
Sezono 2010 je Blackley začel kot član podružnice ekipe iz New Yorka na stopnji Triple-A v Buffalu, a bil 2. maja odpuščen.

### Oakland Athletics
13. maja 2010 je sklenil pogodbo z ekipo Oakland Athletics, igral pa je za podružnico ekipe na stopnji Triple-A v Sacramentu. 

### Avstralija
V začetni sezoni Avstralske bejzbolske lige je bil Blackley zapisan na seznam 35-ih mož ekipe Melbourne Aces, z ekipo pa je prvič nastopil 5. decembra na tekmi proti ekipi Sydney Blue Sox. Na celotni tekmi je dovolil le udarec v polje in nič tekov. Predhodno je v polpoklicni ligi Claxton Shield bil igralec ekipe Victoria Aces. 

### Koreja
V sezoni 2011 je Travis igral v Koreji za ekipo KIA Tigers. Na 25 tekmah je zbral sedem zmag in pet porazov, dovoljeval pa je po 3,48 teka.  

### San Francisco Giants
16. februarja 2012 je Blackley sklenil pogodbo z nižjimi podružnicami ekipe iz San Francisca, prejel pa je tudi povabilo na spomladansko uigravanje ekipe.
1. maja je bil vpoklican v ligo MLB in z ekipo kot razbremenilec preživel štiri tekme, dokler ni bil 13. maja ponovno pogojno odpuščen. 

### Oakland Athletics
15. maja 2012 je bil Blackley, po tem ko se ga je klub iz San Francisca odrekel, terjan s strani ekipe Oakland Athletics. Z ekipo je prvič nastopil 18. maja kot razbremenilec na tekmi prav proti ekipi iz San Francisca. 28. maja je Blackley proti ekipi Minnesota Twins prvič nastopil v vlogi začetnega metalca ekipe iz Oaklanda. 

## Reprezentančna kariera
Blackey je bil prvič v avstralsko reprezetanco vpoklican pred Svetovno bejzbolsko klasiko leta 2006, a se omenjenega turnirja zaradi težav z rameni ni mogel udeležiti. Z ekipo je tako prvič nastopil na Svetovnem pokalu bejzbola leta 2007 in čez turnir, v katerem ni niti enkrat zmagal, dovoljeval 1,64 teka. Svoj edini poraz je utrpel na tekmi proti reprezentanci Japonske, ko Tadashi Settsu v četrtfinalu ni dovolil teka čez celotno tekmo. Avstralska ekipa je končala na 5. mestu. Slednji se je ponovno pridružil na Svetovni klasiki leta 2009 in dovoljeval po 1,59 teka.

## Zasebno življenje
Blackley je poročen z manekenko Arynne Tiller, ki je doma iz mesta Wichita, Kansas. Skupaj imata sina Tristana (* 6. januar 2005) in živita v mestu Phoenix, Arizona.
Blackley ima tudi mlajšega brata, ki mu je ime Adam. Slednji je včasih igral v nižjih podružnicah kluba Boston Red Sox, trenutno pa z njim igra v Avstralski bejzbolski ligi in pri klubu Amsterdam Pirates v Nizozemski ligi Honkbal Hoofdklasse.